# Bryant (Dakota Południowa)
Bryant – miasto w Stanach Zjednoczonych, w stanie Dakota Południowa, w hrabstwie Hamlin.